# Luis Fernando de Lippe-Brake
Luis Fernando de Lippe-Brake (27 de septiembre de 1680, Halberstadt - 21 de febrero de 1709, castillo de Wolfenbüttel) fue el último conde Lippe-Brake.

## Biografía
Sus padre eran Federico de Lippe-Brake (10 de julio de 1638 - 13 de enero de 1684) y Sofía Luisa de Holstein-Beck (15 de abril de 1650 - 4 de diciembre de 1714), una hija de Augusto Felipe de Schleswig-Holstein-Sonderburg-Beck. Su padre Federico era un hermano del conde Casimiro de Lippe-Brake. Luis Fernando creció, tras la muerte de su padre, en casa de los padres de su madre en Holstein-Plön.
Como su primo el conde Rodolfo de Lippe-Brake murió sin hijos en 1707 y él era el último representante vivo de la línea de Lippe-Brake, tomó posesión del gobierno.
El conde Luis Fernando murió el 21 de febrero de 1709 en el castillo de Wolfenbüttel, después de un viaje a Hannover y Wolfenbüttel.
Luis Fernando no estaba casado ni tenía hijos. Como no había descendientes varones, la línea de condes de Lippe-Brake se extinguió con él. El dominio pasó a Federico Adolfo de Lippe de la línea de Lippe-Detmold.